# Hermine Overbeck-Rohte
Hermine Overbeck-Rohte, född 24 januari 1869 i Walsrode, död 29 juli 1937 i Bremen, var en tysk bildkonstnär och landskapsmålare gift med konstnären Fritz Overbeck.

## Biografi
Hermine Rohte var yngst av sex barn till läderhandlaren Karl Heinrich Rohte och hans fru Elise Rohte. Karl Rohte dog 1881 och Hermine skickades till hushållsskola i Itzehoe och därefter till sjuksköterskeskola i Hannover. 1892 flyttade Rothe till en konstskola i München och studerade landskapsmåleri och stilleben. Den internationella konstutställningen 1896 blev en vändpunkt för Rohte, där hon upptäckte Konstnärskolonin Worpswede och imponerades av Fritz Overbecks landskapsmåleri. Året därpå flyttade hon till Worpswede och gifte sig med Overbeck och fick barnen Fritz Theodor och Gerda.
År 1904 insjuknade Overbeck-Rohte tuberkulos och fick allt svårare att måla. Fritz Overbeck tillverkade ett staffli som hon kunde använda sängliggandes. På grund av konflikter i Worpswede flyttade paret till Bremen-Vegesack. Hennes sjukdom förvärrades och hon vistades på sanatorium i Davos. Sommaren 1909 förklarades hon botad från tuberkulos, men tre dagar senare dog hennes man, endast 39 år gammal. Efter makens död fick hon inte mycket tid över för att måla, utom på semestrar på Nordfrisiska öarna. Hermine Overbeck-Rohte dog i en bilolycka 1937.

## Utställningar (urval)
- 2011 – Overbeck-Museum, Bremen.[4]
- 2017 – Museum Kunst der Westküste, Alkersum.[5]
- 2018 – Waldemarsudde, Stockholm.[6]

## Galleri

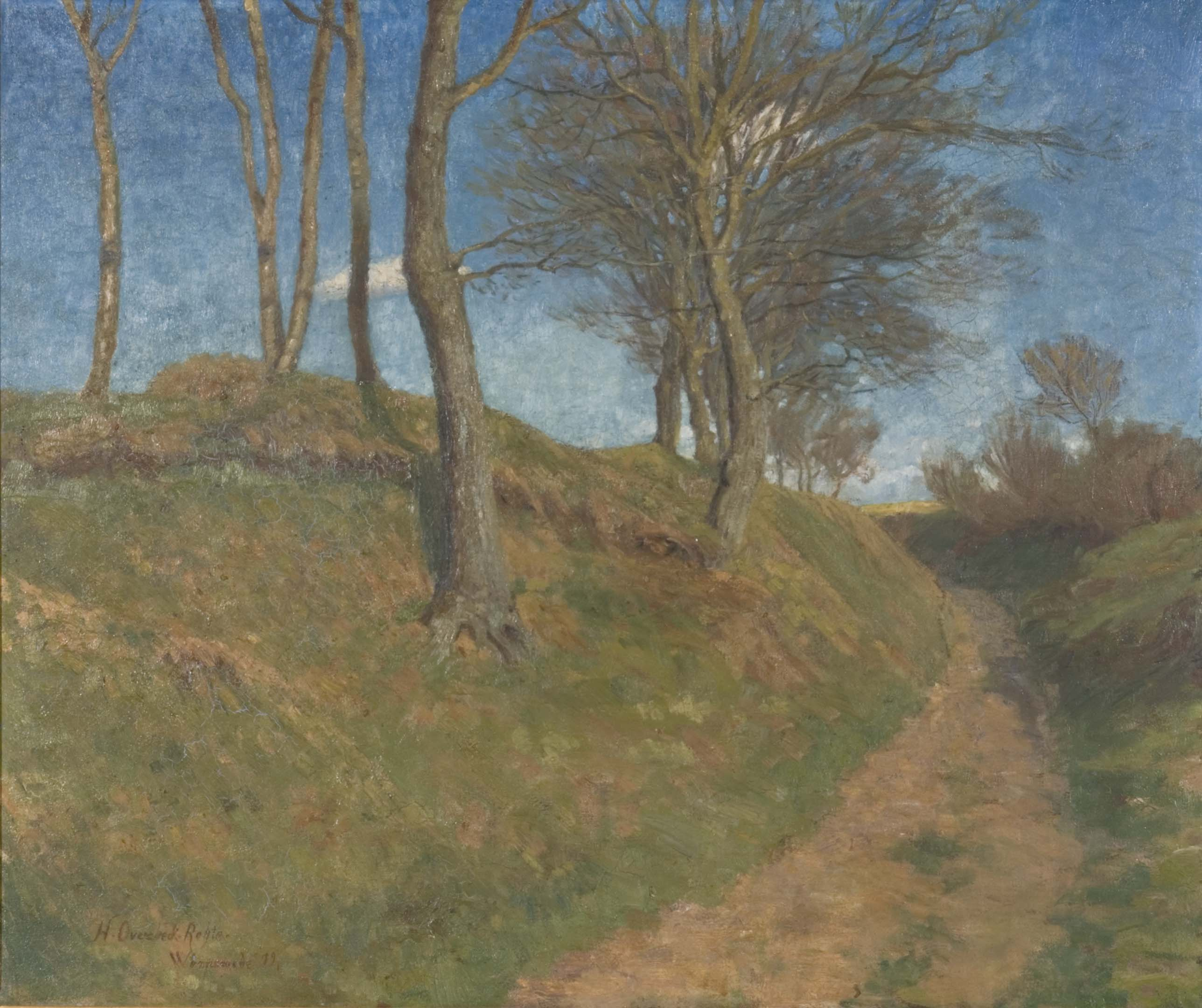
Hohlweg
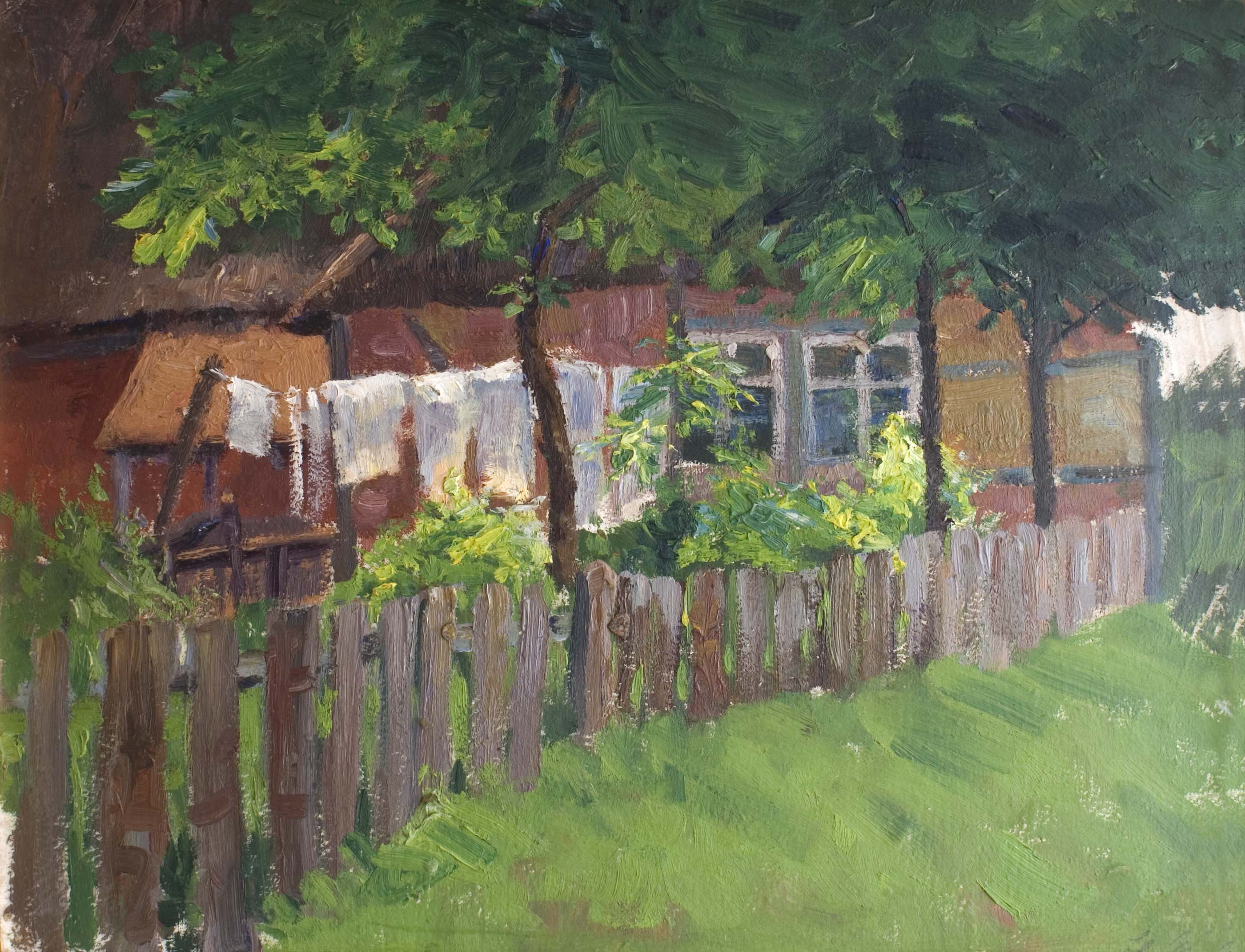
Tvätt på tork
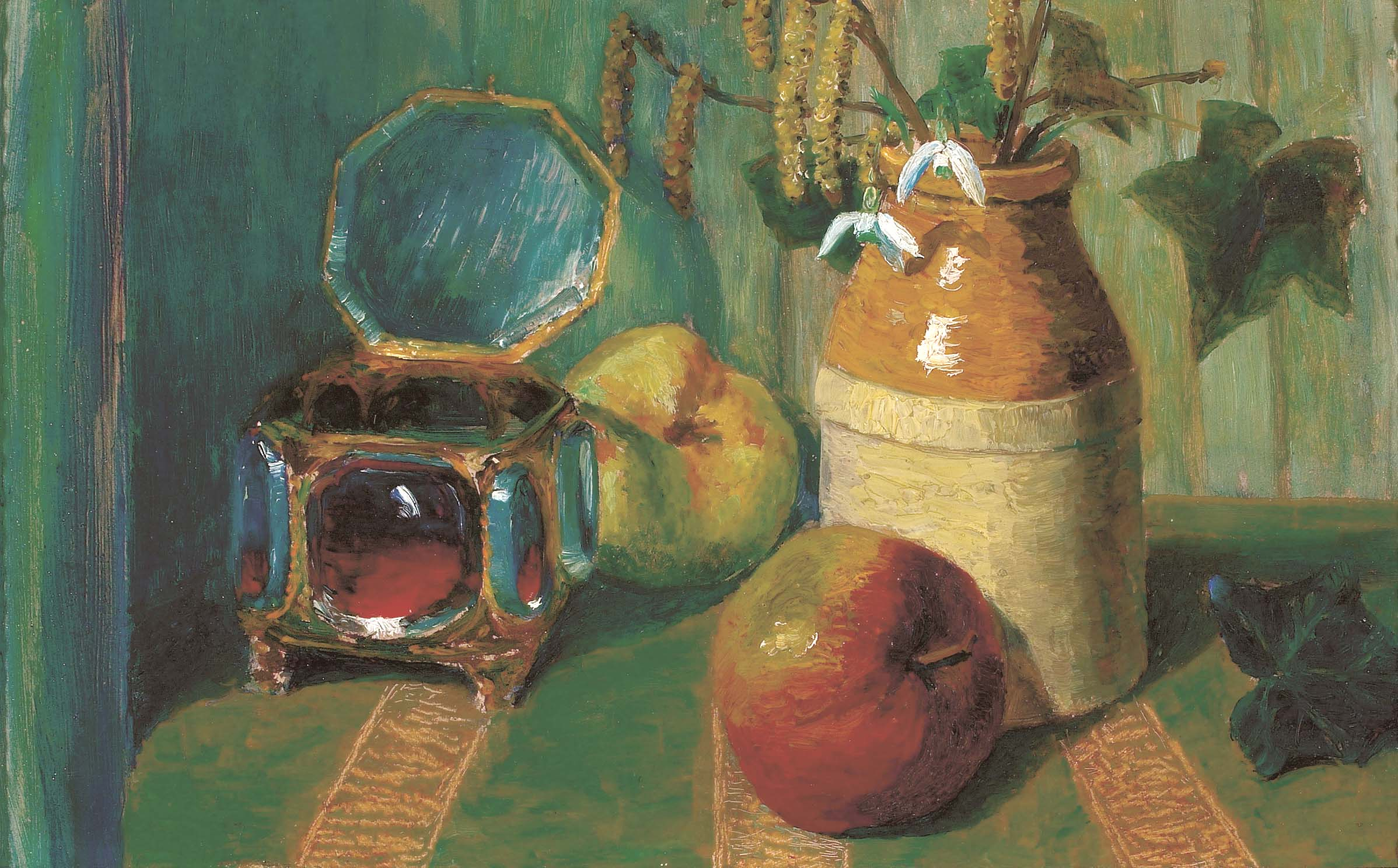
Stilleben. Kristalldosa och stengodskrus och snödroppssläktet